# Ik tel tot 3
Ik tel tot 3 is een single van de Nederlandse band Guus Meeuwis & Vagant uit 1997. Het stond in hetzelfde jaar als eerste track op het album Schilderij, waar het de eerste single van was.

## Achtergrond
Ik tel tot 3 is geschreven door Guus Meeuwis en Jan Willem Rozenboom en geproduceerd door Ad Kraamer. Het vrolijke nummer gaat over het moment dat een partner in een relatie voor het eerst "ik hou van jou" zegt. In het lied wordt daar voor afgeteld, van één tot drie. Het was de eerste single van succesalbum Schilderij, waar later ook de singles 't Dondert en 't bliksemt en Ik wil met je lachen vanaf komen. Ik tel tot 3 is iets minder succesvol dan 't Dondert en 't bliksemt, maar er waren noteringen in hitlijsten. In de Nederlandse Top 40 werd de 16e positie behaald en stond het zeven weken genoteerd. In de Mega Top 100 reikte het zelfs tot de twaalfde plek en had een noteringstijd van twaalf weken. Buiten Nederland werd in Vlaanderen de Ultratip lijst gehaald, maar wist het niet door te stoten naar de Ultratoplijst.